# Els Van den Abbeele
Elza (Els) Van den Abbeele (1948 - 15 februari 2008) was een Vlaams journaliste, presentatrice en redactrice. Ze was een van de medeoprichters van VTM. Els was getrouwd met muzikant Sylvain Vanholme.

## Biografie
Van den Abbeele was de dochter van Rik Van den Abbeele. Ze startte, na enkele kortere jobs bij platenfirma EMI en als presentatrice bij Radio 2 Omroep Brabant, haar journalistieke carrière in 1973 bij Joepie aan de zijde van Guido Van Liefferinge onder wiens leiding ze begin jaren '80 ook gedurende enkele jaren bijna in haar eentje de volledige redactie en eindredactie verzorgde van het maandblad Blondie, een zusterblad van Joepie dat meer de focus legde op onderwerpen voor tienermeisjes. Ze stond in 1984 met Van Liefferinge ook mee aan de wieg van Dag Allemaal.
In 1988 werd ze perschef van VTM en was tijdens de beginjaren van de zender geregeld als presentatrice of kandidate in programma's als Wie ben ik? en Nu of nooit. Ze bleef woordvoerster van de omroep tot eind 1999. In haar laatste jaren was Els Van den Abbeele achter de schermen actief, o.m. als tekstschrijfster voor de presentatoren van 'Idool', 'X-Factor', 'Tien Om Te Zien' en 'Sterren op het IJs'.
Ze schreef onder het pseudoniem 'Penny Els' liedteksten voor talloze bekende Vlaamse zangers en artiesten. 
In 2008 overleed ze op 59-jarige leeftijd aan longkanker.

## "Abbeele" of "Abeele"?
In heel wat officiële publicaties en sites wordt haar achternaam met slechts één letter "b" als "Van den Abeele" gespeld. Gezien haar vader Rik Van den Abbeele heette wordt haar achternaam vanzelfsprekend met dubbele letter "b" geschreven.